# Jakob Poulsen
Jakob Poulsen (ur. 7 lipca 1983 w Varde) – duński piłkarz i trener piłkarski.

## Kariera klubowa
Poulsen karierę piłkarską rozpoczął w Næsbjerg RUI, od 1999 został zawodnikiem młodzieżowych drużyn Esbjergu. W Superligaen swój pierwszy mecz rozegrał 9 września 2001 z FC Midtjylland (2:0). W 2002 został przesunięty do pierwszej drużyny Esbjergu. 27 stycznia 2006 przeszedł do SC Heerenveen. W Eredivisie zadebiutował 4 marca 2006 w przegranym 1:4 spotkaniu z PSV Eindhoven. Latem 2008 powrócił do Danii, gdzie został piłkarzem Aarhus GF. Dwa lata później przeniósł się do FC Midtjylland, natomiast w 2012 przeszedł do AS Monaco. W sezonie 2012/2013 awansował z zespołem do Ligue 1. Zimą 2014 powrócił do Midtjylland, z którym w sezonach 2014/2015 i 2017/2018 wywalczył mistrzostwo Danii, a w sezonie 2018/2019 puchar tego kraju. W 2019 przeszedł do Melbourne Victory, w którym w maju 2020 zakończył karierę piłkarską.

## Kariera reprezentacyjna
Poulsen występował w młodzieżowych reprezentacjach Danii. W pierwszej reprezentacji zadebiutował 11 lutego 2009 w zremisowanym 1:1 meczu towarzyskim z Grecją. Występował na mistrzostwach świata w 2010 oraz Euro 2012. Łącznie w reprezentacji Danii rozegrał 35 oficjalnych spotkań w latach 2009–2015, w których strzelił 2 gole.

## Kariera trenerska
15 marca 2021 został asystentem trenera w Viborg FF. W listopadzie 2023, po odejściu pierwszego trenera Jacoba Friisa, został tymczasowym szkoleniowcem tego zespołu. 19 grudnia 2023 definitywnie objął tę funkcję. W 2025 został trenerem Aarhus GF.

## Statystyki

### Klubowe
| Sezon   | Klub              | Kraj      | Rozgrywki   | Mecze | Bramki | Rozgrywki międzynarodowe             | Mecze | Bramki |
| ------- | ----------------- | --------- | ----------- | ----- | ------ | ------------------------------------ | ----- | ------ |
| 2001/02 | Esbjerg fB        | Dania     | Superligaen | 1     | 0      | –                                    | –     | –      |
| 2002/03 | Esbjerg fB        | Dania     | Superligaen | 21    | 3      | –                                    | –     | –      |
| 2003/04 | Esbjerg fB        | Dania     | Superligaen | 33    | 7      | Liga Europy UEFA                     | 2     | 0      |
| 2004/05 | Esbjerg fB        | Dania     | Superligaen | 32    | 5      | –                                    | –     | –      |
| 2005/06 | Esbjerg fB        | Dania     | Superligaen | 20    | 4      | Liga Europy UEFA                     | 2     | 0      |
| 2005/06 | SC Heerenveen     | Holandia  | Eredivisie  | 7     | 0      | –                                    | –     | –      |
| 2006/07 | SC Heerenveen     | Holandia  | Eredivisie  | 20    | 0      | Liga Europy UEFA                     | 2     | 0      |
| 2007/08 | SC Heerenveen     | Holandia  | Eredivisie  | 30    | 3      | –                                    | –     | –      |
| 2008/09 | Aarhus GF         | Dania     | Superligaen | 29    | 6      | –                                    | –     | –      |
| 2009/10 | Aarhus GF         | Dania     | Superligaen | 24    | 4      | –                                    | –     | –      |
| 2010/11 | Aarhus GF         | Dania     | 1. division | 1     | 0      | –                                    | –     | –      |
| 2010/11 | FC Midtjylland    | Dania     | Superligaen | 16    | 2      | –                                    | –     | –      |
| 2011/12 | FC Midtjylland    | Dania     | Superligaen | 30    | 7      | Liga Europy UEFA                     | 4     | 0      |
| 2012/13 | AS Monaco         | Francja   | Ligue 2     | 17    | 0      | –                                    | –     | –      |
| 2013/14 | AS Monaco         | Francja   | Ligue 1     | 0     | 0      | –                                    | –     | –      |
| 2013/14 | FC Midtjylland    | Dania     | Superligaen | 15    | 2      | –                                    | –     | –      |
| 2014/15 | FC Midtjylland    | Dania     | Superligaen | 31    | 4      | Liga Europy UEFA                     | 2     | 0      |
| 2015/16 | FC Midtjylland    | Dania     | Superligaen | 32    | 6      | Liga Mistrzów UEFA, Liga Europy UEFA | 13    | 1      |
| 2016/17 | FC Midtjylland    | Dania     | Superligaen | 36    | 6      | Liga Europy UEFA                     | 6     | 0      |
| 2017/18 | FC Midtjylland    | Dania     | Superligaen | 36    | 8      | Liga Europy UEFA                     | 8     | 4      |
| 2018/19 | FC Midtjylland    | Dania     | Superligaen | 34    | 7      | Liga Mistrzów UEFA, Liga Europy UEFA | 6     | 0      |
| 2019/20 | FC Midtjylland    | Dania     | Superligaen | 1     | 0      | –                                    | –     | –      |
| 2019/20 | Melbourne Victory | Australia | A-League    | 16    | 0      | AFC Champions League                 | 1     | 0      |